# パンサーカメレオン
パンサーカメレオン（Furcifer pardalis）は、爬虫綱有鱗目カメレオン科フサエカメレオン属に分類されるトカゲ。

## 分布
マダガスカル北部、レユニオン

## 形態
最大全長52cm。メスよりもオスの方が大型になり、メスの全長は最大でも30cm程度。後頭部にあるトサカはあまり発達しない。種小名pardalisは「ヒョウ」の意で、和名や英名と同義。
オスは地域によって色彩が大きく異なるが、メスは褐色の個体が多く地域変異はあまり見られない。またオスには吻端に瘤状の突起がある。

## 生態
主に低地の原生林に生息するが、二次林でも見られる。
食性は動物食で、昆虫類や節足動物等を食べる。
繁殖形態は卵生で、1回に10-46個の卵を土中に産む。

## 人間との関係
ペットとして飼育されることもあり日本にも輸入されている。以前は野生個体が多く流通していたが、マダガスカルの動物の輸出は減少傾向にあるので今後は繁殖個体が流通すると思われる。飼育が難しいとされるカメレオンの中では丈夫なほうだが、野生個体は体内に寄生虫を持つので駆虫を行う必要がある。
地域変異がそのまま品種とされ流通する。本種の飼育者の間では同じ品種同士をかけあわせて系統を維持する傾向があり、品種の明確なメス（外見では品種がわからないため）はこうした繁殖において珍重される。

### 品種
- アンバンジャ
- サンバーバ
- タマタブ
- ディエゴシュアレズ
- ノシ・ベ
- ノシ・ボラハ
- ノシファリー
- ノシミチオ
- アンビローブ(ピカソ、マンガは品種ではない)
- アンカラミー(ピンクパンサーは品種ではない)
- マロアンツェトラ

## ギャラリー

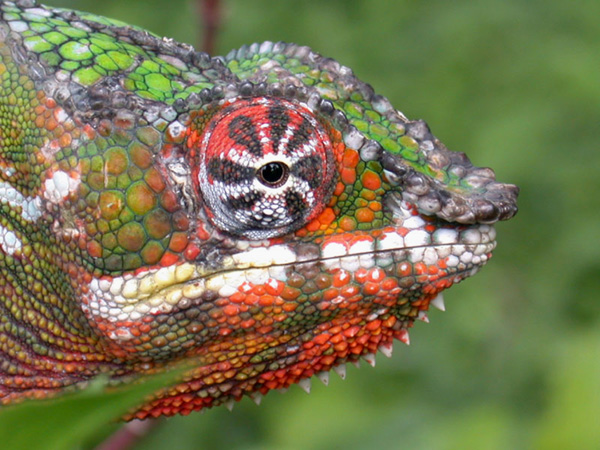
頭部と首
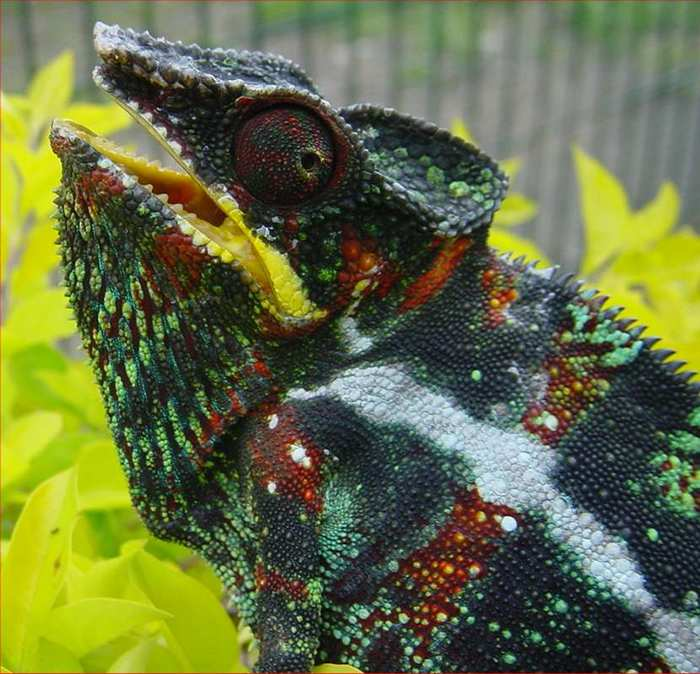
雄
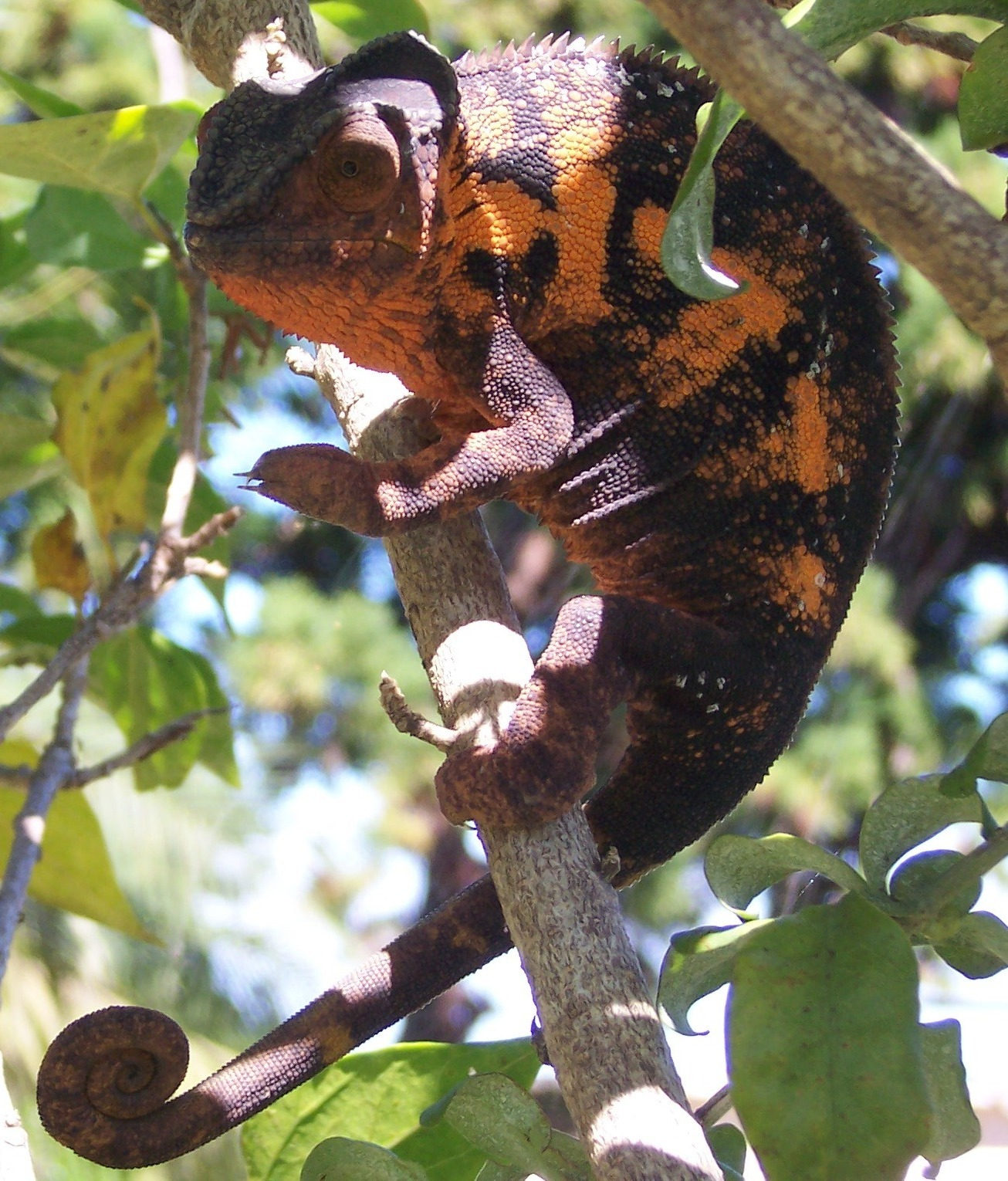
雌